# ATF7IP
ATF7IP‏ (Activating transcription factor 7 interacting protein) هوَ بروتين يُشَفر بواسطة جين ATF7IP في الإنسان.